# Zentralafrikanisches Panzerkrokodil
Das Zentralafrikanische Panzerkrokodil (Mecistops leptorhynchus) ist eine mittelgroße Krokodilart, die im zentralen Afrika weit verbreitet ist. Das Verbreitungsgebiet reicht oder reichte von der Küste Gabuns und dem Einzugsgebiet von Sangha und Dja im Westen über das Kongobecken bis zum Tanganyikasee und dem Malagarasi im Osten und vom Uelle im Norden bis zum Mwerusee und seinen Zuflüssen im Süden. Im Osten und Süden des Verbreitungsgebietes, in Tansania und Sambia, ist die Art inzwischen möglicherweise ausgestorben.

## Merkmale
Das Zentralafrikanische Panzerkrokodil erreicht eine Länge von 3,5 Metern, einige wenige Exemplare können möglicherweise auch etwas größer werden. Farblich ist es sehr variabel. Die meisten Exemplare sind hell gelblich-braun mit dunkelbraunen oder schwärzlichen breiten Bändern oder Flecken auf dem Rücken. Einige sind auf dem Rücken auch völlig schwarz. An der Küste Gabuns kommen relativ viele sehr helle, gelbliche oder orangefarbene Tiere vor und im Fluss Mpassa auf dem Batéké-Plateau leben Individuen mit einer sehr hellen, „blonden“ Färbung ohne Musterung. Der Bauch ist fast einfarbig weißlich oder cremefarben mit einigen dunklen Flecken oder Bändern am Rand. Die Unterseite des Schwanzes ist weißlich mit einigen großen, schwarzen Flecken, die nach vorn nur bis zur Kloake reichen, aber niemals bis auf den Torso. Das Ausmaß und die Intensität dieser Flecken nimmt mit zunehmender Größe der Tiere ab und sie sind bei ausgewachsenen Exemplaren nur noch undeutlich zu sehen, was aber auch an der zunehmenden Verdunkelung der Färbung bei ausgewachsenen Tieren liegt. Die Augen sind hell, gelblich-grün oder bronzefarben. Die Zunge ist für gewöhnlich hell cremefarben bis gelblich und ungemustert.

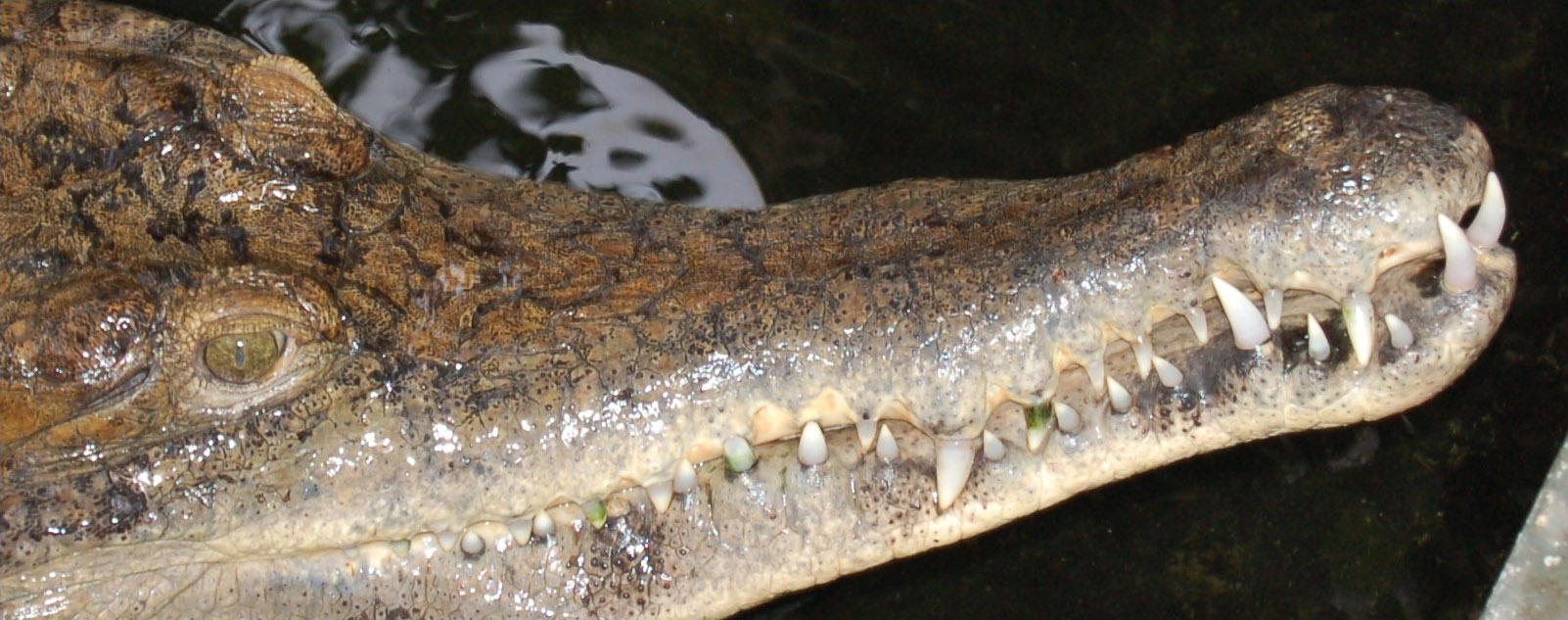
Das Westafrikanische Panzerkrokodil hat im Unterschied zum Zentralafrikanischen Panzerkrokodil Flecken auf dem Unterkiefer.

Der Unterkiefer des Zentralafrikanischen Panzerkrokodils ist im Unterschied zu dem des Westafrikanischen Panzerkrokodils in der Regel einfarbig und ungemustert. Nur am Epulu und am Ituri in der Demokratischen Republik Kongo besitzen die Zentralafrikanischen Panzerkrokodile einige Flecken am Unter- und manchmal auch am Oberkiefer. Sie sind jedoch nicht so deutlich zu sehen wie beim Westafrikanischen Panzerkrokodil. Kopf und Schädel des Zentralafrikanischen Panzerkrokodils sind etwas schmaler als beim Westafrikanischen Panzerkrokodil und der Vorderrand der Prämaxillare ist viel häufiger durch das erste Paar der Unterkieferzähne perforiert als beim Westafrikanischen Panzerkrokodil.

## Lebensraum und Lebensweise
Das Zentralafrikanische Panzerkrokodil lebt in mittelgroßen und großen Flüssen, in Seen, in überschwemmten Wäldern, in Papyrussümpfen und anderen überschwemmten Gebieten. An der Küste kommt es auch in Lagunen mit geringer Salinität und in Flussmündungen vor, meidet jedoch Strandbereiche mit offenem Meereszugang. Es kommt nur in bewaldeten Gebieten vor oder an Flüssen, die von Galeriewäldern begleitet werden z. B. am Mpassa auf dem Batéké-Plateau. Das Zentralafrikanische Panzerkrokodil ist stark aquatisch und kann isolierte Feuchtgebiete nicht erreichen.
Das Zentralafrikanische Panzerkrokodil ernährt sich vor allem von Fischen. Untersuchte Mageninhalte bestanden zu 80 % aus Fischresten, darunter Welse der Familie Claroteidae, Salmler und Buntbarsche. Außerdem fand man Hirschferkel, Schlangen, Krebstiere (Garnelen aus der Familie Palaemonidae und Krabben aus der Familie Thelphusidae) und Heuschrecken. Ein Exemplar wurde dabei gesehen, wie es versuchte, eine Rotrückige Klappen-Weichschildkröte (Cycloderma aubryi) zu verspeisen, und im Nationalpark Loango an der Atlantikküste Gabuns wurde beobachtet, dass ein ausgewachsenes Exemplar versuchte, einen Rötelpelikan zu erbeuten. Zur Fortpflanzung schichtet das Zentralafrikanische Panzerkrokodil 125 × 45 cm große Nesthügel an der Basis großer Bäume auf. Sie liegen fast immer unter einem geschlossenen Blätterdach und oft in der Vegetation versteckt und werden nach der Eiablage vom Weibchen bewacht. Die Fortpflanzungszeit beginnt am Ende der Trockenzeit im November oder Dezember und von der Eiablage bis zum Schlupf der Jungtiere vergehen etwa 100 Tage. Die Gelege sind relativ klein und umfassen 13 bis 21 Eier. In Gabun und in der Demokratischen Republik Kongo wurden frisch geschlüpfte Jungtiere im April und Mai am Ende der Regenzeit bei höchstem Wasserstand beobachtet.

## Gefährdung
Zum Gefährdungsstatus der zentralafrikanischen Krokodilpopulationen ist nur wenig bekannt. Vom Zentralafrikanischen Panzerkrokodil nimmt man an, dass etwa 70 % der Population in Gabun lebt. Im Süden, Südosten und Osten des Verbreitungsgebietes, am Luapula, am Tanganyikasee und am Mwerusee ist die Art inzwischen möglicherweise ausgestorben. Von dort liegen jedoch noch Beobachtungen der Art aus den 1990er Jahren und vom Malagarasi aus dem Jahr 2000 vor. Der Bestand der Art in Gabun, in der Republik Kongo und in der Zentralafrikanischen Republik gilt noch als ungefährdet.

## Systematik
Das Zentralafrikanische Panzerkrokodil wurde im Jahr 1835 durch den englischen Arzt und Zoologen Edward Turner Bennett erstmals beschrieben und damals der Gattung Crocodylus zugeordnet. Später wurde es mit Crocodilus cataphractus synonymisiert. 1844 führte John Edward Gray die Gattung Mecistops ein. Während des ganzen 20. Jahrhunderts wurde nur eine Art der Panzerkrokodile anerkannt. DNA-Vergleiche und genaue Untersuchungen der Schädelmorphologie zeigen jedoch, dass es sich um zwei – äußerlich nicht oder kaum zu unterscheidende – Arten (Kryptospezies) handelt, die vor 7,5 bis 6,5 Millionen Jahren durch die entstehende Kamerunlinie, eine vulkanische Gebirgskette in Zentralafrika, voneinander isoliert wurden (Allopatrische Artbildung). Eine Art lebt westlich der Kamerunlinie in Oberguinea, die andere südöstlich davon in Niederguinea und im Kongobecken. Aufgrund dieser Unterschiede wird das Zentralafrikanische Panzerkrokodil seit 2018 vom Westafrikanischen Panzerkrokodil (Mecistops cataphractus) unterschieden.